# アカエリカイツブリ

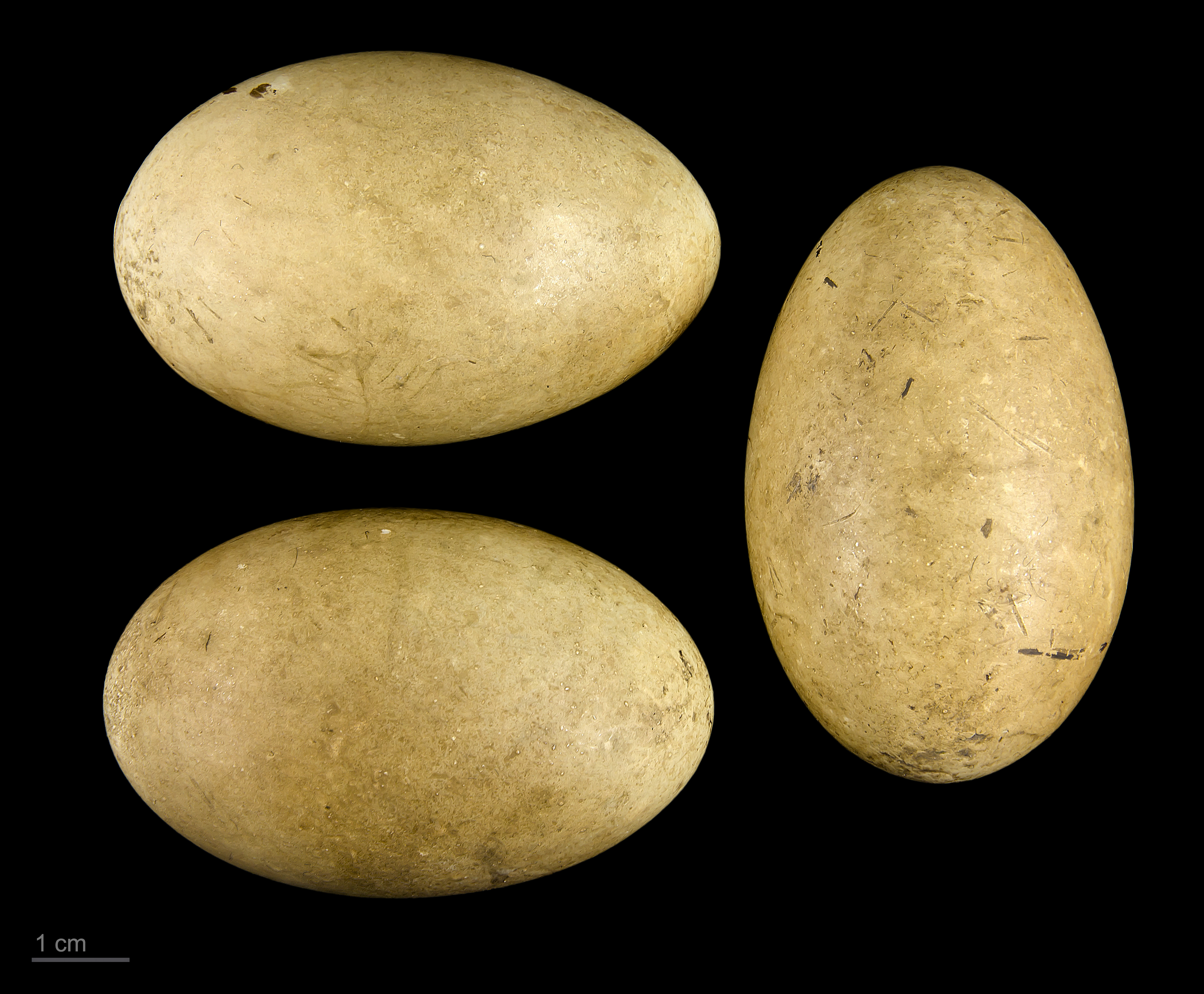
Podiceps grisegena

アカエリカイツブリ（赤襟鳰、Podiceps grisegena）は、カイツブリ目カイツブリ科カンムリカイツブリ属に分類される鳥類。

## 分布
ユーラシア大陸、アメリカ合衆国、カナダ、日本。
夏季にヨーロッパ、ロシア西部および東部、カナダ、アメリカ合衆国北部などで繁殖する。冬季は沿岸部に出て、多くは南下して越冬する。日本では冬季に冬鳥として九州以北に飛来するが、北海道では繁殖する。

## 形態
全長47cm (40-50cm)、翼開長80cm (77-85cm)、体重806-925g。やや大型のカイツブリ類である。頸は長くて、嘴はまっすぐでやや長い（嘴峰長4.5-5.9cm）。嘴の色彩は黄色で先端が黒い。雌雄同色。夏季には夏羽として頸部から胸が赤褐色の羽毛で覆われ、和名や英名（red-necked=赤い首をした）の由来になっている。頬は灰白色。額から後頭にかけて黒い羽毛で覆われ、頭頂の羽毛が冠羽としてやや伸長する。体上面は黒く、腹部は白い羽毛で覆われる。小雨覆や次列風切には白い斑紋が入る。冬季には冬羽となり頬は白く、額から後頭にかけて淡褐色で、頸部が淡灰色の羽毛で覆われる。目は黒。
。

## 生態
夏季は内陸の湖や池沼などに生息するが、冬季には河口や内湾に生息する。
食性は動物食で、魚類、カエル、昆虫、甲殻類などを食べる。潜水して獲物を捕食する。
繁殖期には縄張りを形成する。水辺近くの水生植物などに固定された水生植物の葉や茎を組み合わせた逆円錐状の巣を雌雄で作り、6-8月に1回に通常4個（3-6個）の卵を産む。雌雄交代で抱卵し、抱卵期間は約21日（20-30日）。卵は淡青色だが、次第に赤褐色に汚れる。生後2年で性成熟する。

## 亜種
2亜種に分かれるとされる。
- Podiceps grisegena grisegena 基亜種 (Boddaert, 1783) - ユーラシア地方。
- Podiceps grisegena holbollii 亜種アカエリカイツブリ (Reinhardt, 1854) - 北アメリカ、アジア北東部。

## 画像

分布 黄: 繁殖地、青: 越冬地

- 分布
黄: 繁殖地、青: 越冬地